# Hitsertse Kade
Hitsertse Kade is een buurtschap in de gemeente Hoeksche Waard in de Nederlandse provincie Zuid-Holland.
Het ligt aan het Vuile Gat in het zuidoosten van de gemeente, tegenover de meest oostelijke punt van het eiland Tiengemeten. Bij de buurtschap bevindt zich een kleine jachthaven.